# Équipe de Guinée équatoriale de football à la Coupe d'Afrique des nations 2023
L’équipe de Guinée équatoriale de football participe à la Coupe d'Afrique des nations 2023 organisée en Côte d'Ivoire du 13 janvier au 11 février 2024. Il s'agit de la 4e participation du Nzalang national, emmené par Juan Micha. Ils sont éliminés en huitième de finale par la Guinée (1-0).

## Qualifications
La Guinée équatoriale est placée dans le groupe J des qualifications qui se déroulent de juin 2022 à septembre 2023.
| Rang | Équipe             | Pts | J | G | N | P | Bp | Bc | Diff |  | Résultats (▼ dom., ► ext.) |     |     |     |     |
| ---- | ------------------ | --- | - | - | - | - | -- | -- | ---- |  | -------------------------- | --- | --- | --- | --- |
| 1    | Tunisie            | 13  | 6 | 4 | 1 | 1 | 11 | 1  | +10  |  | Tunisie                    |     | 4-0 | 3-0 | 3-0 |
| 2    | Guinée équatoriale | 13  | 6 | 4 | 1 | 1 | 9  | 7  | +2   |  | Guinée équatoriale         | 1-0 |     | 2-0 | 2-0 |
| 3    | Botswana           | 4   | 6 | 1 | 1 | 4 | 3  | 9  | -6   |  | Botswana                   | 0-0 | 2-3 |     | 1-0 |
| 4    | Libye              | 4   | 6 | 1 | 1 | 4 | 2  | 8  | -6   |  | Libye                      | 0-1 | 1-1 | 1-0 |     |

### Résultats
| 1re journée             | Tunisie                                 | 4 - 0   | Guinée équatoriale               |                                                                       |                                                                       |
| 2 juin 2022 18:00 UTC+2 | Sliti 56e · Jaziri 77e · Msakni 80e 85e | (0 - 0) |                                  | Stade olympique de Radès, Tunis Arbitrage : Pacifique Ndabihawenimana | Stade olympique de Radès, Tunis Arbitrage : Pacifique Ndabihawenimana |
| 2 juin 2022 18:00 UTC+2 | Mejbri 32e · Khenissi 73e · Sassi 75e   |         | 45e Owono · 58e, 71e Joanet (en) | Stade olympique de Radès, Tunis Arbitrage : Pacifique Ndabihawenimana | Stade olympique de Radès, Tunis Arbitrage : Pacifique Ndabihawenimana |

| 2e journée              | Guinée équatoriale                      | 2 - 0   | Libye                          |                                                               |                                                               |
| 6 juin 2023 20:00 UTC+1 | Al Tuhami 51e (csc) · Bikoro 84e (pen.) | (0 - 0) |                                | Nuevo Estadio de Malabo, Malabo Arbitrage : Blaise Yuven Ngwa | Nuevo Estadio de Malabo, Malabo Arbitrage : Blaise Yuven Ngwa |
| 6 juin 2023 20:00 UTC+1 | Anieboh (en) 25e · Miranda 90+3e        |         | 82e El Ouarfali · 82e El Monir | Nuevo Estadio de Malabo, Malabo Arbitrage : Blaise Yuven Ngwa | Nuevo Estadio de Malabo, Malabo Arbitrage : Blaise Yuven Ngwa |

| 3e journée               | Guinée équatoriale    | 2 - 0   | Botswana                                        |                                                            |                                                            |
| 24 mars 2023 21:00 UTC+1 | Coco 20e · Bikoro 66e | (1 - 0) |                                                 | Nuevo Estadio de Malabo, Malabo Arbitrage : Adalbert Diouf | Nuevo Estadio de Malabo, Malabo Arbitrage : Adalbert Diouf |
| 24 mars 2023 21:00 UTC+1 | Obono 78e             |         | 19e, 53e Kebue · 75eJohnson (en) · 88e Orebonye | Nuevo Estadio de Malabo, Malabo Arbitrage : Adalbert Diouf | Nuevo Estadio de Malabo, Malabo Arbitrage : Adalbert Diouf |

| 4e journée               | Botswana                                               | 2 - 3   | Guinée équatoriale                          |                                                                           |                                                                           |
| 28 mars 2023 15:00 UTC+2 | Elias 28e · Seakanyeng 66e (pen.)                      | (1 - 2) | 13e Nsue · 40e (csc) Ditsele · 51e Salvador | Obed Itani Chilume Stadium, Francistown Arbitrage : Mohamed Diraneh Guedi | Obed Itani Chilume Stadium, Francistown Arbitrage : Mohamed Diraneh Guedi |
| 28 mars 2023 15:00 UTC+2 | Seakanyeng (en) 7e · Gaolaolwe (en) 61e · Orebonye 86e |         | 57e Balboa                                  | Obed Itani Chilume Stadium, Francistown Arbitrage : Mohamed Diraneh Guedi | Obed Itani Chilume Stadium, Francistown Arbitrage : Mohamed Diraneh Guedi |

| 5e journée               | Guinée équatoriale    | 1 - 0   | Tunisie       |                                                                    |                                                                    |
| 17 juin 2023 16:00 UTC+1 | Nsue 85e (pen.)       | (0 - 0) |               | Nuevo Estadio de Malabo, Malabo Arbitrage : Ibrahim Kalilou Traore | Nuevo Estadio de Malabo, Malabo Arbitrage : Ibrahim Kalilou Traore |
| 17 juin 2023 16:00 UTC+1 | Akapo 48e · Ganet 88e |         | 40e Chikhaoui | Nuevo Estadio de Malabo, Malabo Arbitrage : Ibrahim Kalilou Traore | Nuevo Estadio de Malabo, Malabo Arbitrage : Ibrahim Kalilou Traore |

| 6e journée                   | Libye      | 1 - 1   | Guinée équatoriale |                                                                         |                                                                         |
| 6 septembre 2023 21:00 UTC+2 | Taqtaq 80e | (0 - 0) | 62e Elo            | Martyrs of February Stadium? Benghazi Arbitrage : Alhadi Allaou Mahamat | Martyrs of February Stadium? Benghazi Arbitrage : Alhadi Allaou Mahamat |

### Statistiques

#### Buteurs
| Buts | Joueurs                             |
| ---- | ----------------------------------- |
| 2    | Federico Bikoro, Emilio Nsue        |
| 1    | Saúl Coco, Ibán Salvador, José Elo  |
| csc  | Lebogang Ditsele Mohammed Al Tuhami |

## Compétition

### Tirage au sort
Le tirage au sort de la CAN 2023 est effectué le 12 octobre 2023 au Parc des expositions d’Abidjan. La Guinée équatoriale, 17e nation africaine au classement FIFA (92e), est placée dans le chapeau 3. Le tirage place le Nzalang dans le groupe A, avec la Côte d'Ivoire (chapeau 1 en tant que pays-hôte, 50e au classement FIFA), le Nigeria (chapeau 2, 40e) et la Guinée-Bissau (chapeau 4, 106e).

### Premier tour
| Rang | Équipe             | Pts | J | G | N | P | Bp | Bc | Diff |
| ---- | ------------------ | --- | - | - | - | - | -- | -- | ---- |
| 1    | Guinée équatoriale | 7   | 3 | 2 | 1 | 0 | 9  | 3  | +6   |
| 2    | Nigeria            | 7   | 3 | 2 | 1 | 0 | 3  | 1  | +2   |
| 3    | Côte d'Ivoire      | 3   | 3 | 1 | 0 | 2 | 2  | 5  | -3   |
| 4    | Guinée-Bissau      | 0   | 3 | 0 | 0 | 2 | 2  | 7  | -5   |

| 1re journée           | Nigeria     | 1 - 1   | Guinée équatoriale      | Stade Alassane Ouattara, Abidjan             |                                              |
| 14 janvier 2024 14h00 | Osimhen 38e | (1 - 1) | 36e Salvador            | Spectateurs : 8 500 Arbitrage : Tom Abongile | Spectateurs : 8 500 Arbitrage : Tom Abongile |
| 14 janvier 2024 14h00 | Sanusi 65e  | Rapport | 26e Bikoro · 85e Balboa | Spectateurs : 8 500 Arbitrage : Tom Abongile | Spectateurs : 8 500 Arbitrage : Tom Abongile |

| 2e journée            | Guinée équatoriale             | 4 - 2   | Guinée-Bissau                     | Stade Alassane Ouattara, Abidjan |                               |
| 18 janvier 2024 14h00 | Nsue 21e 51e 61e · Miranda 46e | (1 - 1) | 21e (csc) Orozco · 90+3e Zé Turbo | Arbitrage : Samuel Uwikunda ,    | Arbitrage : Samuel Uwikunda , |
| 18 janvier 2024 14h00 | Luís Asué 83e · Buyla 90+5e    |         |                                   | Arbitrage : Samuel Uwikunda ,    | Arbitrage : Samuel Uwikunda , |

| 3e journée            | Guinée équatoriale                         | 4 - 0   | Côte d'Ivoire           | Stade Alassane Ouattara, Abidjan |                            |
| 22 janvier 2024 17h00 | Nsue 42e 75e · Pablo Ganet 73e · Buyla 88e | (1 - 0) |                         | Arbitrage : Mahmood Ismail       | Arbitrage : Mahmood Ismail |
| 22 janvier 2024 17h00 | Miranda 12e · Owono 45+5e · Eneme 88e      | Rapport | 45+5e Kouamé · 72e Boly | Arbitrage : Mahmood Ismail       | Arbitrage : Mahmood Ismail |

### Phase à élimination directe
| Huitième de finale    | Guinée équatoriale | 0 - 1   | Guinée       | Stade Alassane Ouattara, Abidjan  |                                   |
| 28 janvier 2024 17h00 |                    | (0 - 0) | 90+8e Bayo   | Arbitrage : Omar Abdulkadir Artan | Arbitrage : Omar Abdulkadir Artan |
| 28 janvier 2024 17h00 | Bikoro 55e         | Rapport | 41e Jeanvier | Arbitrage : Omar Abdulkadir Artan | Arbitrage : Omar Abdulkadir Artan |

### Statistiques

#### Buteurs
| Buts | Joueurs              | Adversaires                         |
| ---- | -------------------- | ----------------------------------- |
| 5    | Emilio Nsue          | Guinée-Bissau (3) Côte d'Ivoire (2) |
| 1    | Hugo Buyla           | Côte d'Ivoire (1)                   |
| 1    | Pablo Ganet          | Côte d'Ivoire (1)                   |
| 1    | José Antonio Miranda | Guinée-Bissau (1)                   |
| 1    | Ibán Salvador        | Nigeria (1)                         |